# اگوستین ویلار
اگوستین ویلار (انگلیسی: Agustín Villar; ۸ ژوئیهٔ ۱۹۸۲ – ۲۶ ژوئیهٔ ۲۰۱۳) بازیکن فوتبال اهل اسپانیا بود.
از باشگاه‌هایی که در آن بازی کرده‌است می‌توان به باشگاه فوتبال رئال وایادولید و باشگاه فوتبال زامورا اشاره کرد.